# 휴가촌
휴가촌(日向村)은 지바현 산부군에 일찍이 존재했던 촌이다. 현재의 산무시 서부에 해당한다.

## 역사
- 1889년 4월 1일 - 정촌제 시행에 수반해 무사군 휴가촌이 성립하였다.
- 1897년 4월 1일 - 무사군이 폐지되어 산부군이 되었다.
- 1899년 10월 12일 - 소부철도 휴가역이 개통되었다.
- 1907년 9월 1일 - 소부철도 휴가역이 국유화되었다
- 1955년 1월 1일 - 무쓰오카촌과 합병해, 산무정이 신설되어 동일 휴가촌은 폐지되었다.

## 교통

### 철도
- 국철 (→ JR동일본)
  - 소부 본선

## 링크
- 千葉県山武郡日向村 (12B0080020) - 歴史的行政区域データセットβ版